# Teoria X e Y
Em administração, a teoria X e a teoria Y são correntes de pensamentos opostas que teorizam as relações entre os colaboradores e o comportamento destes em uma empresa. Idealizada por Douglas McGregor na década de 1960 em seu livro The Human Side of Enterprise, é uma das mais conhecidas teorias na área de gestão de recursos humanos.
As teorias são:

## Teoria X
A teoria X, também chamada de "Hipótese da mediocridade das massas", diz que os funcionários possuem aversão ao trabalho e encaram como um mal necessário para ganhar dinheiro. Artifícios como punição, elogios, dinheiro e coação seriam fundamentais, pois o funcionário evita responsabilidades, deseja ser dirigido e ter estabilidade/segurança.
Nesta teoria, a administração assume que os funcionários são inerentemente preguiçosos e evitam o trabalho, sempre que puderem e, inerentemente, não gostam do trabalho. Como resultado disto, a administração acredita que os trabalhadores precisam ser supervisionados de perto, devendo ser desenvolvidos sistemas abrangentes de controles. A estrutura hierárquica é necessária com envergadura estreita de controle em cada nível. De acordo com esta teoria, os funcionários mostram pouca ambição, sem um programa de incentivos atraentes e evitam a responsabilidade sempre que podem. De acordo com Michael J. Papa, para que os objetivos organizacionais sejam atingidos, os gerentes da Teoria X dependem fortemente de ameaça e coerção para obter o cumprimento de seus funcionários. Crenças desta teoria levam à desconfiança, supervisão altamente restritiva, e uma atmosfera punitiva. O gerente Teoria X tende a acreditar que tudo deve terminar culpando alguém. Ele pensa que todos os empregados em potencial só pensam em si mesmos. Normalmente, esses gerentes sentem que o único propósito da participação do empregado no trabalho é o dinheiro. Eles vão culpar a pessoa em primeiro lugar na maioria das situações, sem questionar se isso pode ser o sistema, a política, ou a falta de treinamento que merece levar a culpa. Um gerente de Teoria X acredita que seus funcionários realmente não querem trabalhar, que eles preferem evitar a responsabilidade e que é serviço do gerente estruturar o trabalho e energizar o empregado. Uma grande falha deste estilo de gestão é que é muito mais provável de causar deseconomias de escala de forma sistêmica.
Suposição sobre a natureza humana:
Diferentes suposições sobre a natureza e o comportamento dos indivíduos levam a estilos diferentes de administração. Diferentes estilos de conduzir pessoas e de planejar, organizar e controlar as atividades e dividir as tarefas.
Administração baseada na teoria X:
-O indivíduo é indolente e preguiçoso por natureza.
-Falta-lhe ambição.
-O ser humano é egocêntrico
-Sua dependência torna-o incapaz de autocontrole e autodisciplina
-Resistente a mudanças
-Rígido e autocrático.
-Esquemas e padrões planejados e organizados
-As pessoas são meros recursos de produção.
-A administração é um processo de dirigir as pessoas,controlar suas ações e modificar o comportamento das pessoas tendo em vista os interesses da organização.
-Benefícios econômicos como forma de incentivo e punição.

## Teoria Y
A teoria Y diz que os funcionários encaram o trabalho como algo natural como se estivesse fazendo uma atividade de lazer. Por exemplo, as pessoas são esforçadas e gostam de ter o que fazer. Parte do pressuposto que o ser humano não é preguiçoso; a empresa tem que dar as condições necessárias para o funcionário trabalhar plenamente. As pessoas são competentes e criativas, gostam de assumir responsabilidades, possuem autogestão e têm suas recompensas não baseadas apenas no dinheiro, mas no reconhecimento e na possibilidade de ascensão dentro da empresa. Através do ambiente organizacional adequado, o desenvolvimento dos recursos humanos é muito mais otimizado e pode ser melhor aproveitado, exigindo dos gerentes a descoberta de como utilizar o potencial representado pela força de trabalho disponível, mais do que pelos limites da natureza humana. Essas ideias contradizem as formulações de Taylor, reconhecendo nas dificuldades das relações interpessoais no ambiente de trabalho, as variáveis que afetam o comportamento e a satisfação das necessidades individuais.
Nesta teoria, a administração assume que os funcionários podem ser ambiciosos, automotivados e exercem seu autocontrole. Acredita-se que os trabalhadores apreciam as atividades de trabalho físicas e mentais. De acordo com eles, o trabalho é tão natural quanto o jogo. Eles possuem a capacidade de resolução criativa de problemas, mas seus talentos são subutilizados na maioria das organizações. Dadas as condições adequadas, os gestores Teoria Y acreditam que os funcionários vão aprender a buscar e aceitar a responsabilidade e exercer o autocontrole e a auto-direção buscando realizar os objetivos a que eles estão comprometidos. Um gerente da Teoria Y acredita que, dadas as condições adequadas, a maioria das pessoas vai querer fazer bem seu trabalho. Eles acreditam que a satisfação de fazer um bom trabalho é uma forte motivação. Muitas pessoas interpretam a Teoria Y como um conjunto positivo de crenças sobre os trabalhadores. Uma leitura atenta de Aspectos Humanos da Empresa revela que McGregor simplesmente argumenta que os gerentes devem ter uma visão mais positiva e aberta dos trabalhadores, e as possibilidades que isto cria. Ele acha que os gerentes de Teoria Y são mais propensos do que os gerentes Teoria X para desenvolver o clima de confiança com os empregados, o que é necessário para o desenvolvimento dos funcionários. O desenvolvimento do empregado é um aspecto crucial de qualquer organização. Isso incluiria o fato dos gerentes comunicarem-se abertamente com os subordinados, minimizando a diferença entre relações superior-subordinado, criando um ambiente confortável em que os subordinados podem se desenvolver e utilizar suas habilidades. Este ambiente deve incluir o compartilhamento da tomada de decisão para que os subordinados tenham uma palavra a dizer nas decisões que os influenciam.
Administração baseada na concepção da teoria Y:
-Modelos inovadores e humanistas
-Satisfação pessoal dentro do trabalho
-Descentralização de decisões e delegação de responsabilidade
-Ampliação do cargo para maior significado do trabalho
-Participação nas decisões e administração consultiva
-Auto-avaliação de desempenho.